# Natalya (Vorname)
Natalya ist eine Variante des weiblichen Vornamens Natalie.

## Bekannte Namensträgerinnen
- Natalya (eigentlich: Natalie „Nattie“ Katherine Neidhart-Wilson) (* 1982), kanadische Wrestlerin
- Natalya Asanova (* 1989), ehemalige usbekische Hürdenläuferin
- Natalya Diehm (* 1997), australische BMX-Freestyle-Fahrerin
- Natalya Kaspersky (* 1966), russische Unternehmerin
- Natalya Karmazin (* 1976), ukrainische Jazzmusikerin
- Natalya Mamatova (* 1985), usbekische Taekwondoin
- Natalya Nikitina (* 1978), usbekische Tennisspielerin
- Natalya Rudakova (* 1985), amerikanische Schauspielerin und Model russischer Herkunft

## Varianten
- Natalia (italienisch, polnisch, spanisch)
- Natalija (serbisch)
- Natalja (Наталья, russisch, ukrainisch; Koseform u. a. Natascha)
- Natallja (Наталля, belarussisch)
- Nathalie (französisch)
- Nataly, Natali
- Nathalia
- Nathaly
- männlich: Natale (italienisch), Natalio (spanisch), Noël (französisch)
- Natália (Spanisch, Südamerikanisch)